# Sân vận động An Giang
Sân vận động An Giang hay Sân vận động Long Xuyên từng là một sân vận động bóng đá nằm ở phường Mỹ Bình, Thành phố Long Xuyên, tỉnh An Giang. Hiện tại, sân vận động này đã được tháo dỡ và xây dựng Dự án Khu phức hợp nhà ở kết hợp thương mại dịch vụ.

## Lịch sử
Công trình được khởi công xây dựng và hoàn thành vào đầu những năm 80 với sức chứa hơn 15.200 khán giả. Sân vận động trước kia có tên gọi là Sân vận động Long Xuyên thuộc quyền quản lí của Sở Văn hóa-Thể thao-Du lịch tỉnh An Giang. Luôn là sân nhà của Câu lạc bộ bóng đá An Giang từ lúc khánh thành, sân vận động trải qua không biết bao thăng trầm của Đội bóng Miền Tây. Nhưng sau năm 2020, SVĐ đã chuyển sang khách sạn, nên CLB An Giang Đã chuyển sang SVĐ Kiên Giang